# Architecture de la ligne 25 du tramway de Bruxelles
Cette page reprend une partie des bâtiments remarquables se trouvant sur le trajet de la ligne 25 du tramway de Bruxelles.

## Historique et Développement du tracé
La ligne 25 de Bruxelles est une  ligne de tramway récente. En effet, sa création date de 2007, dans le cadre de la quatrième phase de restructuration  du réseau de la STIB. La ligne relie, aujourd’hui, Boondael Gare à Ixelles à Rogier, et ce, en empruntant l’axe de la grande ceinture avec un passage souterrain. Cette ligne remplace l’ancienne ligne de tram 90, qui reliait Rogier à la Gare du Midi.
En juillet 2018, interrogé au parlement bruxellois, le ministre régional de la Mobilité confirme qu’une déviation de la ligne 25 est à l’étude. En effet, La Région bruxelloise voudrait améliorer la desserte en transports publics du quartier Meiser étant donné qu’il sera en plein développement ces prochaines années. Dans ce contexte, Bruxelles Mobilité et la STIB étudient différentes possibilités. Dans le but d’augmenter la fréquence et la desserte de la ligne 7, une piste viserait à isoler cette ligne et cela impliquerait la déviation d’autres lignes qui circulent sur le même trajet, dont la ligne 25. Cependant, ce scénario inquiète  car la ligne 25 constitue la seule liaison directe entre l’ULB et la gare d’Etterbeek. Actuellement, la STIB et le ministre de la mobilité insistent sur le fait qu’il s’agit du début de la réflexion et d’une option parmi d’autres.
Le trajet en tram de la Place Rogier au Bois de la Cambre a eu plusieurs formes différentes dans le temps. L'évolution urbaine de la ville le long de ces itinéraires est décrite ci-dessous dans la forme d'une série de bâtiments remarquables, se trouvant là ou les trams passent, ou passaient.

## Architecture autour de la ligne 25 (Rogier - Boondael Gare)

### Centre International Rogier (Tour Martini)

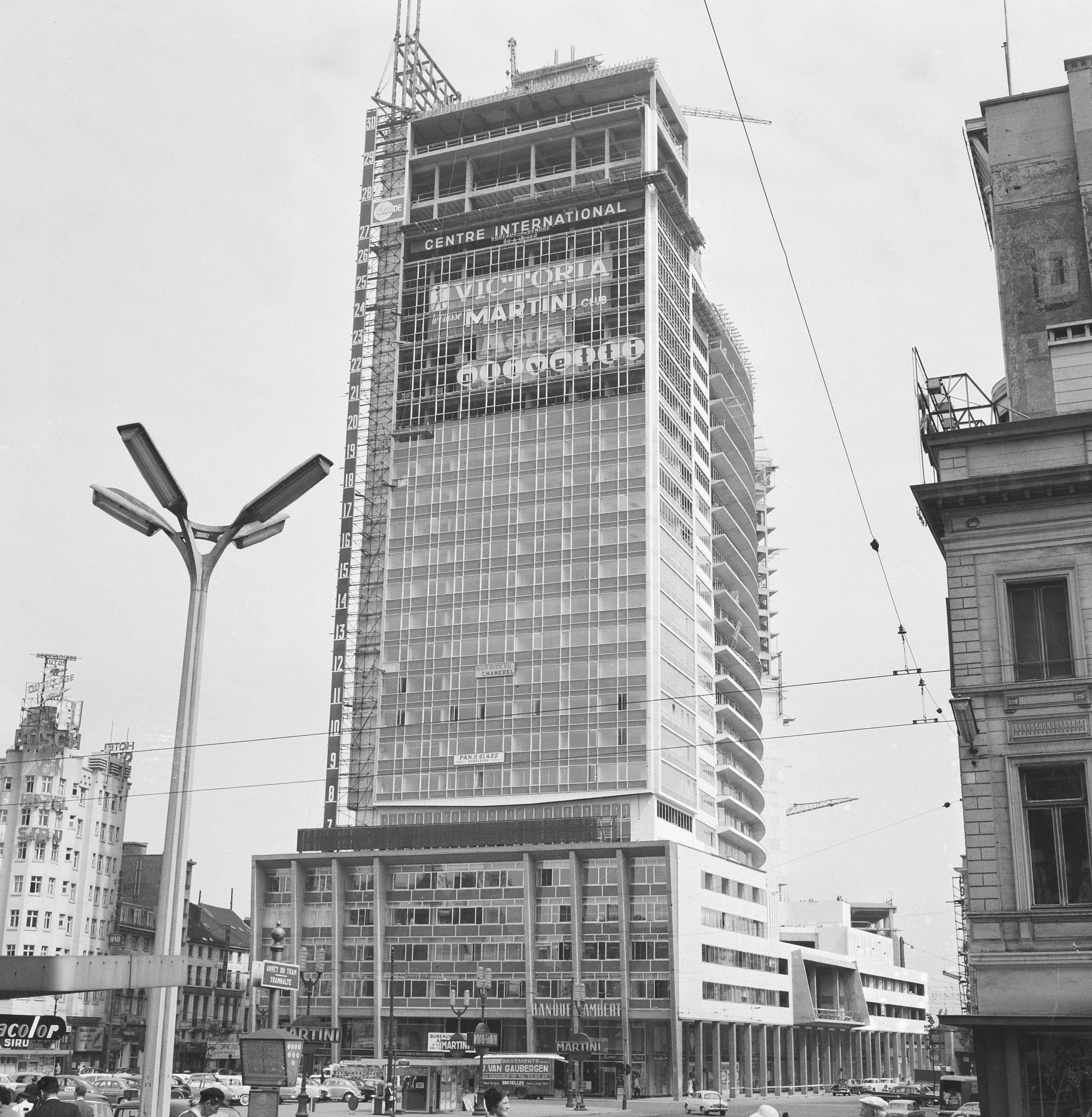
Centre International Rogier lors de sa construction en 1957-1958

- Construit en 1961 et détruit en 2002[2]

- Place Rogier, Saint-Josse-ten-Noode

- Semi public

- Résidentiel

Après le rachat et la démolition de la Gare du Nord en 1957, le Centre International Rogier, également connu sous le nom de « Tour Martini », est construit selon les plans des architectes Jacques Cuisinier et Serge Lebrun. Les intérieurs sont dessinés par le designer Jules Wabbes, et l’Architecte André Jacqmain. La Tour Martini est le premier bâtiment en Europe à dépasser les 100 mètres de hauteur. Plutôt qu’un monolithe, il s’agit d’un ensemble de quatre volumes. La base comporte, à l’origine, des commerces et des parkings. Aux étages, du côté de la place Rogier, se trouve une tour de bureaux et du côté de la gare du Nord, se trouve une barre de logements à 21 étages. Les deux entités sont reliées par un théâtre à deux salles. Les appartements de standing bénéficient d’une vue vers l’Est, sur le Botanique, et vers l’Ouest sur la Basilique de Koekelberg, et même l’Atomium. En 1958, le site du Heysel étant occupé par l’Expo 58, General Motors demande à louer le niveau supérieur du parking pour y tenir leur salon de l’auto : c’est le début du CIR comme  lieu d’événement. En effet, des expositions automobiles, de maroquinerie, et d’autres produits s’y tiennent fréquemment. Une salle de fête, la salle Vinci, est construite a posteriori pour accueillir de grands bals, et une galerie est installée au rez, dans un espace parking réaffecté. Le siège belge de la société Martini s’installe dans la tour de bureaux dès le départ, et l’enseigne Martini est placée au-dessus, ce qui donne son nom à la tour. Plus tard, l’enseigne Martini est remplacée par l’étoile de Mercedes-Benz. Cependant, durant les années 1980, de plus en plus d’appartements sont illégalement convertis en bureau sous la pression immobilière, les événements se font moins fréquents, et les promoteurs commencent à racheter le bâtiment unité par unité. Les lieux se vident et se dégradent peu-à-peu par manque d’entretien. Une demande de classement n’aboutit nulle part. La tour finira par être détruite en 2002 dans le but de faire place à la tour Rogier (tour Dexia / tour Belfius). Le bâtiment constitue un repère dans la ville, qui était l’aboutissement des voies commerçantes du centre-ville dans un lieu dynamique intégrant commerce, culture, travail et logement,,,,.

### Tour Rogier

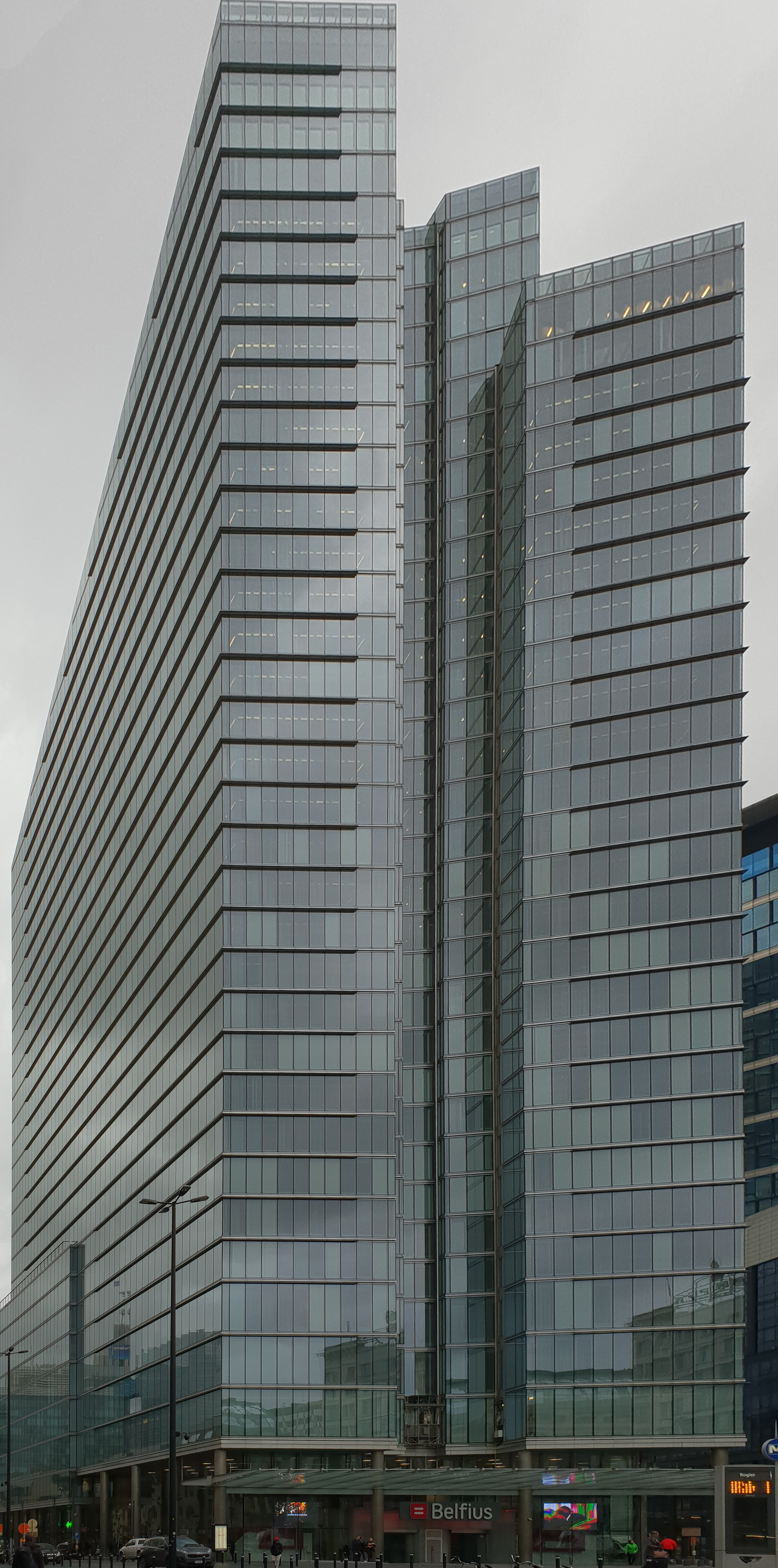
Tour Rogier

- Construit entre 2003 et 2006[8]

- Place Rogier, Saint-Josse-Ten-Noode

- Privé

- Bureau

À la place de la Tour Martini, la tour de bureaux Rogier est projetée par le bureau d’architectes Jaspers-Eyers. Dexia (maintenant Belfius) rachète le projet et charge le bureau Jaspers-Eyers du projet, en collaboration avec le bureau d’ingénieurs Samyn & Partners.
Selon les architectes, l’intégration avec les tours Belgacom et celles de la rue Saint-Lazare, à l’arrière du projet, est un enjeu important dès la conception. Par rapport au Centre International Rogier, la superficie habitable est doublée à cent vingt mille mètres carrés. La tour Rogier compte huit étages de plus et est vingt mètres plus haut que le Centre International Rogier. Avec ses trente-huit étages (et cinq niveaux souterrains) et cent trente-sept mètres de haut, c’est la quatrième tour la plus haute de Bruxelles.
Le projet initial, rejeté pour raison de sa hauteur excessive, propose une nouvelle tour de cent septante-neuf mètres de haut. La construction débute en 2003 et elle est délivrée en 2006. Le long de la rue du Progrès, une arcade piétonne protège l’entrée de la filiale Belfius, seule activité accessible au public dans la tour à l’opposé du Centre International Rogier, la tour Rogier se développe en un volume unique, massif et mono fonctionnel. Le reste du bâtiment est entièrement consacré aux bureaux de Belfius, dont la tour Rogier est le siège. Dans la façade rideau, des LEDs de couleurs sont intégrés et, la nuit, l’allumage des LEDs est contrôlé par ordinateur pour créer des motifs et mouvements lumineux divers sur la façade. Cette intervention donne au bâtiment une visibilité encore plus forte de nuit que de jour,,.

### Hôtel AlbertIer

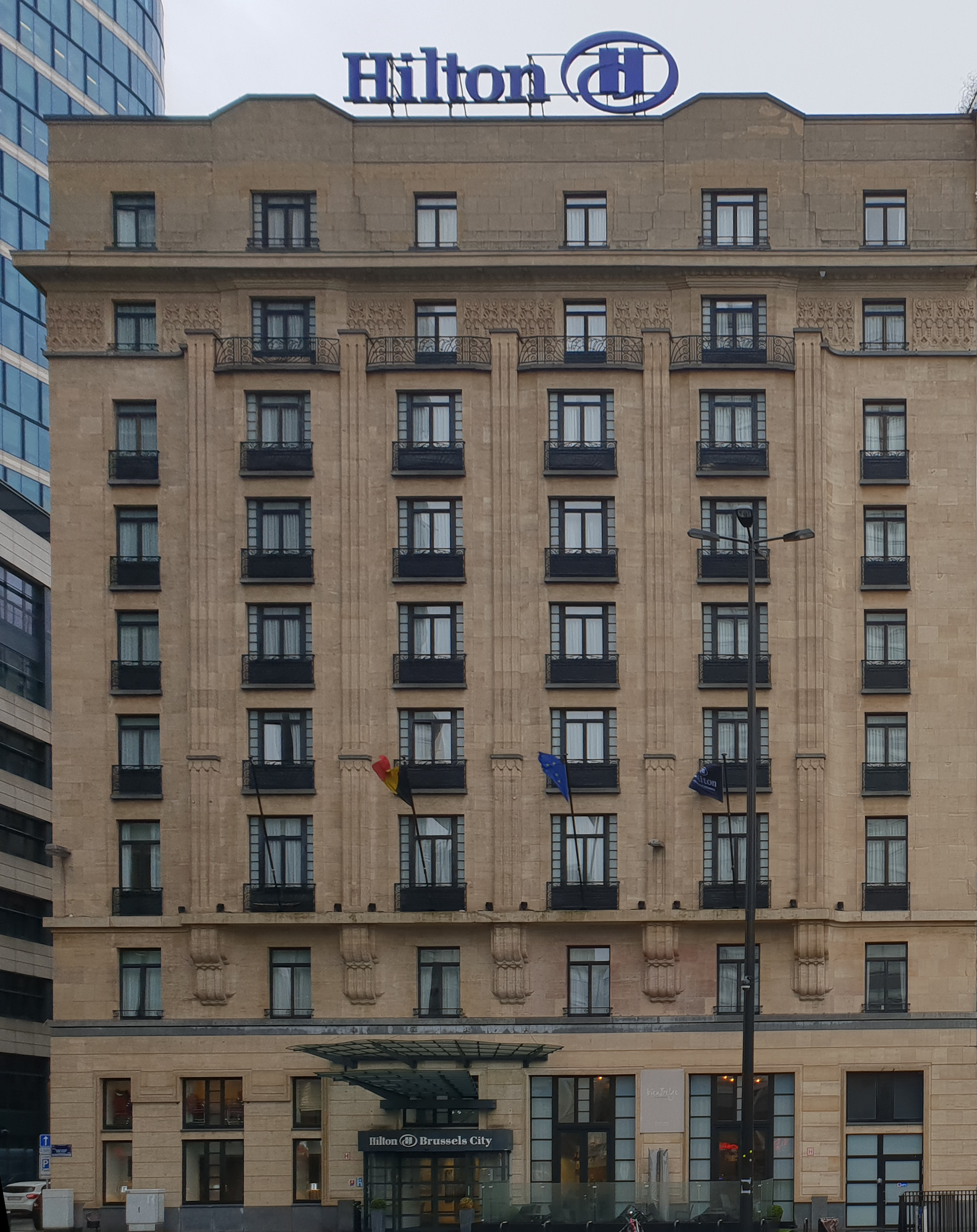
Hôtel Albert 1er

- Construit en 1927 par l’architecte Michel Polak[8].

- Saint-Josse-ten-Noode à la Place Charles Rogier 17-21 & Rue Saint- Lazare 20

- Semi-privé

- Hôtelier

Le bâtiment Art Déco a été construit entre 1927 et 1928 par Michel Polak. La façade possède 6 travées et 9 niveaux, comprenant une mezzanine et une cave place Rogier. L’entrée (aujourd’hui condamnée) se situe sur la travée d’angle, qui est elle-même plus élancée avec un étage supplémentaire, formant une tour d’angle avec une toiture en dôme. Les quatre travées centrales donnant sur la place sont en encorbellement, et reposent sur cinq consoles monumentales au deuxième étage. La pierre blanche a été utilisée au rez-de-chaussée, et des éléments de pierre bleue sont présents aux différents étages. Des balcons en fer forgé travaillé ornent plusieurs fenêtres. Les baies sont rectangulaires, simples ou jumelées. Des bow-windows (de l’anglais bow (arc) et window (fenêtre) sont présentes alternativement sur un ou deux étages : ces éléments en surplomb s’intègrent par leur plan cintré à la façade. Entre 1987 et 1988, l’intérieur de l’hôtel a été entièrement restauré et l’aménagement d’origine n’a pas été conservée.

### Tour des Finances

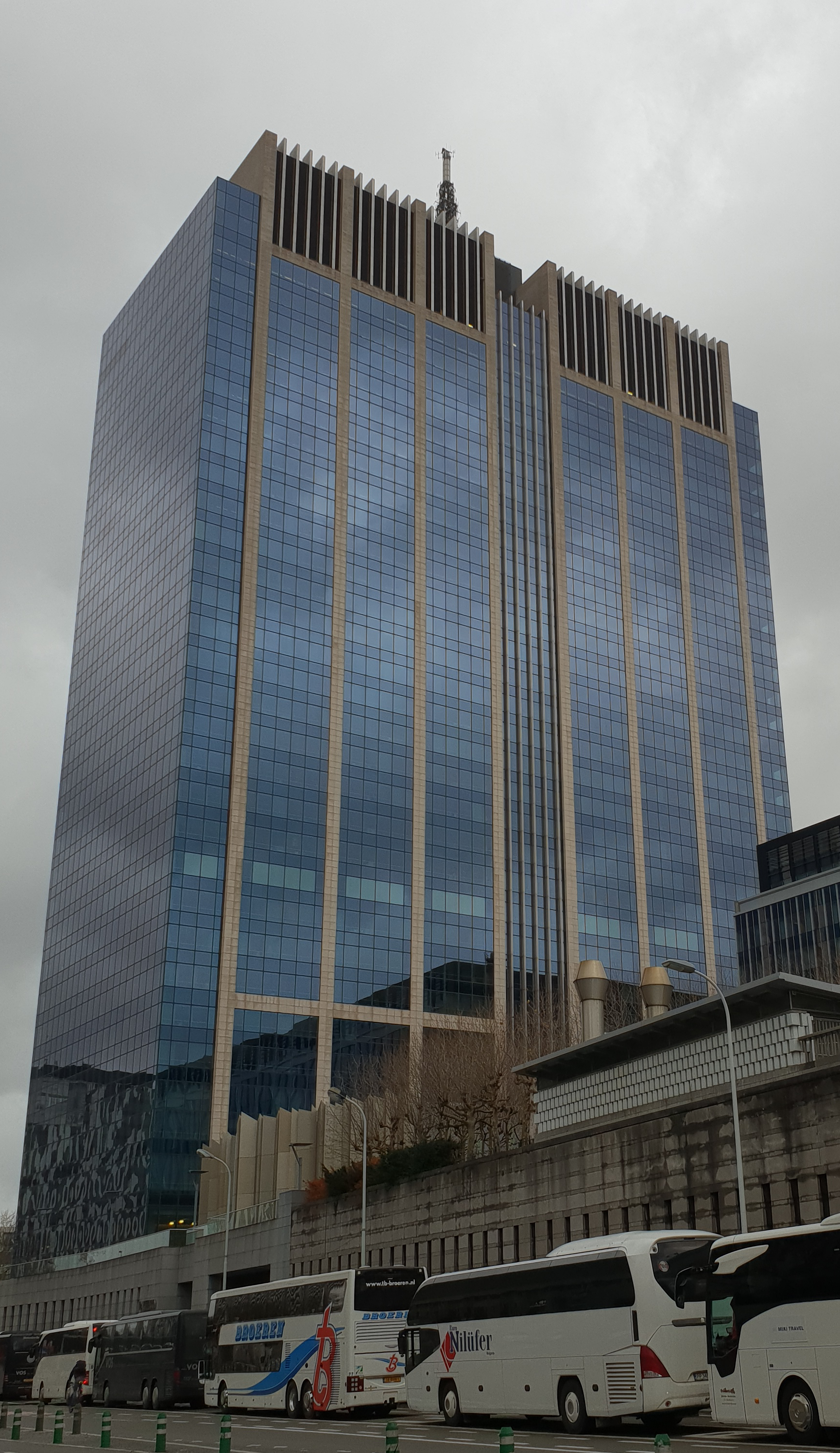
Tour des Finances

- Construit entre 1968 et 1972[12]

- Boulevard du Botanique 50/175 à Bruxelles-Ville

- Semi public

- Administratif

Conçue à la fin des années 1960, la tour des finances vient terminer la cité administrative dont la construction commence en 1958. Sur un terrain à forte pente, une tour de 144 mètres de haut est projetée par Hugo van Kuyck, Marcel Lambrichs et Léon Stynen.
Les travaux débutent en 1968, avec la construction des fondations, profondes de 26 mètres, et du socle, qui couvre la différence de niveau de 13 étages et comprend les parkings. La proximité de la jonction nord-midi et la présence d’eau dans le sol compliquent ces travaux, qui durent jusqu’en 1972. Une fois la construction de la tour même entamée, le chantier est interrompu à cause de problèmes budgétaires du gouvernement belge en 1974. Ce n’est que quatre ans plus tard que, les budgets débloqués, les travaux continuent jusqu’à l’achèvement de l’ensemble en 1982. Avec ses 36 étages et son empreinte au sol de 5 600 m2, la tour des finances compte un total de presque 200 000 m2 de surface de plancher, ce qui en fait la tour de bureaux avec le plus de surface de plancher de Bruxelles. La structure est construite en béton armé, le volume principal, un parallélépipède rectangle contenant les bureaux, présente, en 1983, une façade rideau relativement uniforme,,.
L’utilisation de vitres plus foncées pour les premiers et derniers étages renforce visuellement la largeur du bâtiment. Les circulations verticales se retrouvent dans un plus étroit volume en V au centre de la façade arrière du bâtiment, celui-ci en béton armé apparent. Le plan initial prévoyait de le recouvrir avec du marbre. En 2001 le gouvernement vend le bâtiment, déjà obsolète, à Breevast, une entreprise de promotion immobilière néerlandaise, qui entreprend la rénovation totale du bâtiment avec le bureau Jaspers-Eyers. Les travaux s’effectuent entre 2005 à 2008. La tour d’ascenseur est démolie, de nouveaux ascenseurs sont créés à l’intérieur du volume principal, et l’entièreté des façades est remplacé, et le nouveau revêtement comprend un motif de traits blancs verticaux qui accentue la verticalité du volume. Depuis la rénovation, le bâtiment est loué par le gouvernement, pour 4.600 fonctionnaires du SPF Finances, 1.600 de plus qu’avant la rénovation,,.

### Ancien Observatoire Place Quetelet
- Construit en 1832, agrandi en 1990[17]

- Place Quetelet 7, Saint-Josse-ten-Noode

- Semi public

- Bureau

Originellement conçu par l’Architecte Auguste Payen sur les ordres du Roi des Pays-Bas, l’ancien observatoire est encore en construction au moment de l’indépendance de la Belgique, et en 1832, l’observatoire belge est achevé. Le terrain le long de la place Quetelet fait partie des anciennes fortifications Bruxelloises. L’observatoire est composé de deux volumes rectangulaires  à deux niveaux de style néo-classique de trois travées sur les façades Nord et Sud, de cinq sur les façades Est et Ouest. Les deux volumes sont reliées par une galerie couverte.
Pendant plusieurs décennies c’est un haut lieux de l’Astronomie et du monde scientifique belge. C’est pourquoi les toitures originelles comportaient des tourelles tournantes permettant d’observer les astres. Finalement, il est supplanté en 1891 par l’observatoire d’Uccle, et abandonné. En 1921, les jardins sont transformés et ouverts au public. Ce n’est qu’en 1990 que le bâtiment est réaffecté. Des nouvelles toitures en mansarde sont alors construites, et un niveau est rajouté à la galerie qui en compte maintenant deux,,.
Depuis sa reconversion en bureau, le bâtiment abrite une série d’administrations et de services de la Région Bruxelles Capitale. Récemment, ‘Homegrade’ (un service pour l’amélioration du logement particulier) a investi les lieux.

### Maison communale SaintJosse-ten-Noode

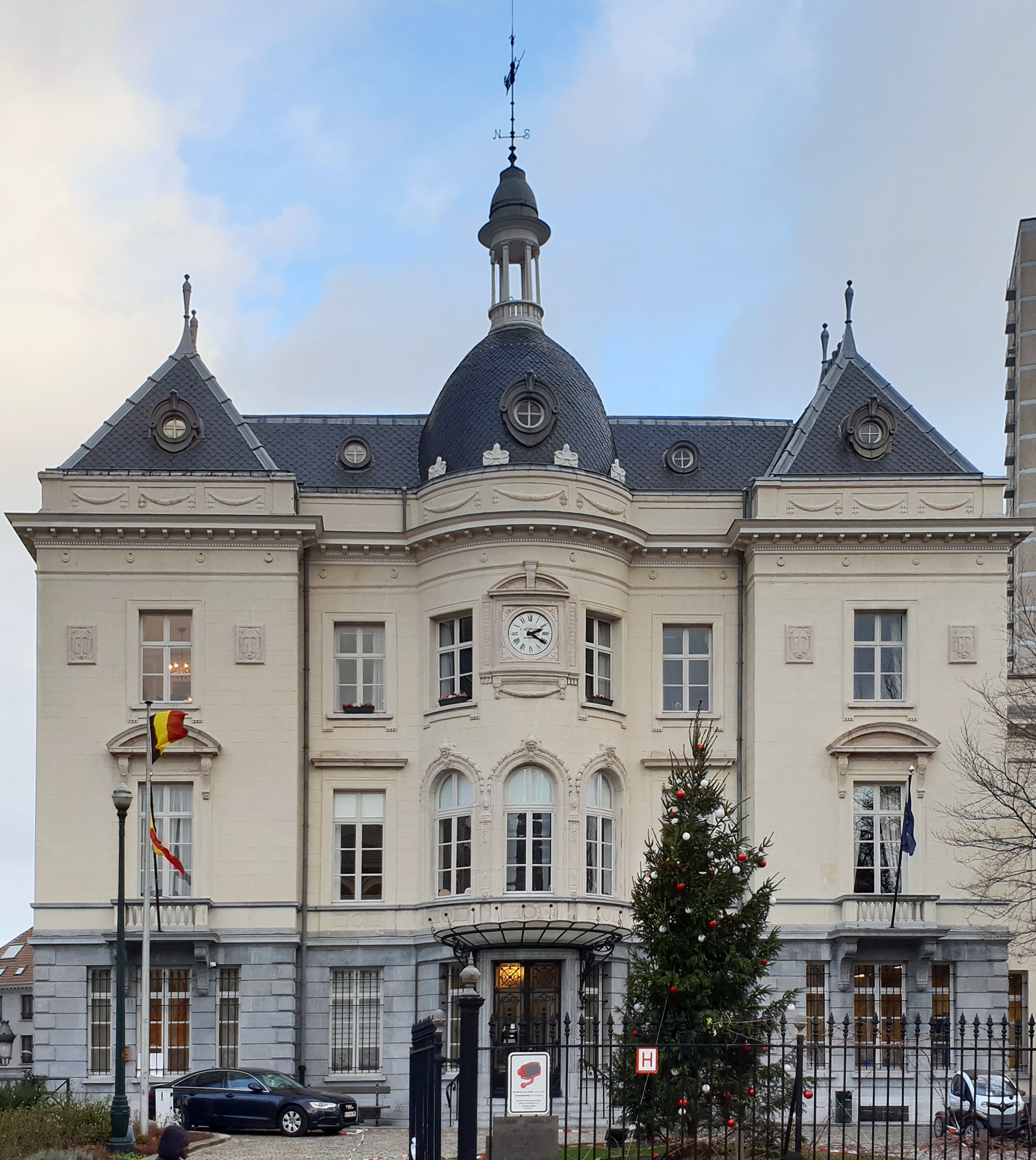
Maison Communale St. Josse

- Construit en 1849 et racheté en 1868. 14 mai 1911 : nouvelle maison. 1908/1967 : agrandissement[22]

- Avenue de l’Astronomie 13 et Rue de Bériot 2-2a-4, Saint-Josse-ten-Noode

- Public

- Administration

Bâti en 1849, le bâtiment est acheté par la commune en 1868 à Charles de Bériot, violoniste du roi de France Charles X. En 1908, les architectes Van Wassenhoven et G. Charle remportent le concours pour l’agrandissement de l’édifice, mais ce sera finalement L. Govaerts qui obtiendra la commande, à la suite de la décision du conseil communal. La façade est de style Beaux-Arts. Trois travées pour la façade avant et quatorze travées pour la façade latérale, sur trois niveaux. L’escalier intérieur du hall d’entrée qui mène aux différents étages est en bois. Le bâtiment a été également agrandi en 1967 par l’architecte Vandenhoutte qui a été chargé d’adjoindre un pavillon à l’angle de la rue de l’Alliance. Des œuvres d’artistes belges du XIXe siècle y figurent.
La façade est en pierre blanche sur un soubassement en pierre bleue. Le tout est de style néo-classique décoré avec des guirlandes sur l’avant-toit et une corniche à denticules, au-dessus de laquelle se trouve le toit en ardoise, percé d’œils-de-bœuf. Dans le hall d’entrée au sol couvert de mosaïques, se trouve un escalier tournant dont la volée centrale est flanquée d’une double volée suspendue, menant à l’étage. La rampe est en fer forgé, la main-courante en bois. Les paliers sont éclairés par de grands vitraux aux armes de Saint-Josse. À l’étage se trouvent entre autres les bureaux du bourgmestre et la salle du Conseil. Celle-ci est éclairée par une grande verrière décorée de feuilles. Les panneaux et les meubles sont inspirés de l’Art nouveau de G. Charle,.

### Place des Barricades
- 1824 [25]

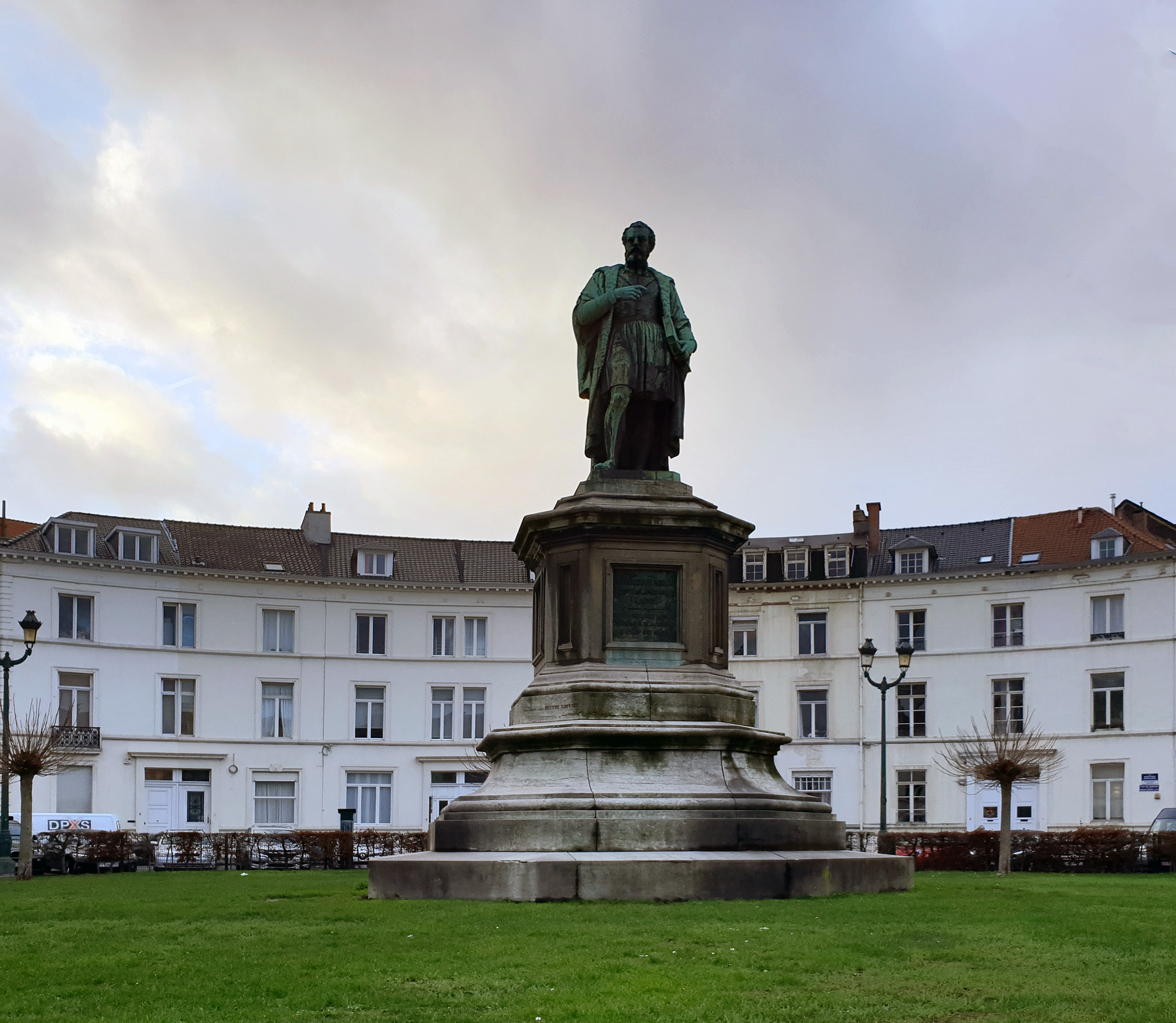
Place des barricades

- Place des Barricades, 1000, Bruxelles-Capitale,

- Public

- Place

Les remparts de Bruxelles sont rasés en 1810, sous Napoléon. En 1824 les terrains sont vendus, et quatre ans plus tard la place est construite, c’est un projet de Jean-Baptiste Vifquain. Elle s’appelle d’abord « Place d’Orange » sous les Néerlandais. Ce n’est qu’après l’indépendance de la Belgique qu’elle devient « Place des Barricades ». Le dessin de la place même est composé d’un large anneau pavé, autour d’un cercle de gazon délimité par une grille basse. Le côté de l’avenue Bischoffsheim n’est pas construit, vu que la place y est tangente. Originellement, les blocs de maisons étaient réguliers. Des modifications dans le tracé des rues qui aboutissent sur la place en 1875, font qu’aujourd’hui les pavés des maisons donnant sur la place sont de largeur irrégulière.
Les façades néoclassiques, comportent 3 niveaux séparés par des redents en pierre bleue. En dehors du soubassement, et des redents, elles sont lisses et blanches. Les baies vitrées ont toutes la même taille rectangulaire, elles sont espacées de façon régulière et alignées.
La sculpture au centre de la place célèbre et représente Vésale, sculptée par J. Geefs, elle y est placée en 1846. À partir de 1876, les règles sur le traitement des façades ne sont plus appliquées, ce qui mène à une perte d’unité dans les détails et la couleur des façades. En 1910-1911, un étage est ajouté au plus petit bloc. L’immeuble de droite, vu du Boulevard, est aussi démoli et reconstruit dans un style Louis XV, pas tout à fait cohérent avec le reste de la place. Les façades donnant sur la place des Barricades sont classées comme patrimoine depuis août 1988. La place des Barricades prédate les trams à chevaux de la fin du XIXe siècle,,,.

### Musée Charlier

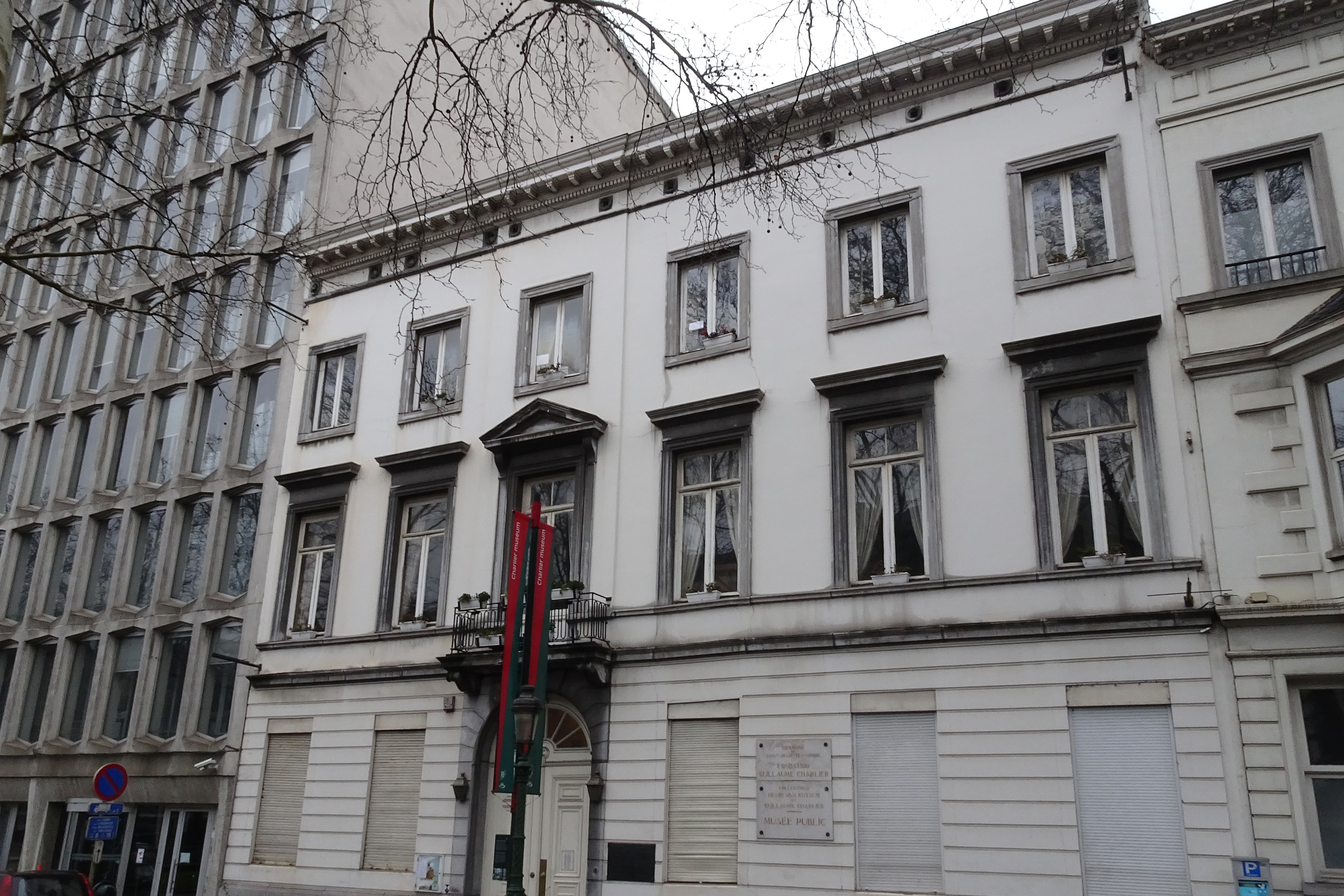
Musée Charlier

- Hôtel de maître de la fin du XIXe siècle. Acquisition en 1890[30]

- Avenue des Arts 16, 1210, Saint-Josse-ten-Noode

- Public

- Culturel

Henri Van Cutsem, mécène et amateur d’art bruxellois acquiert en 1890 par héritage la maison de maître qui deviendra plus tard le musée Charlier. Il la fait restaurer par l’architecte Victor Horta, grande figure de l’Art Nouveau. Van Cutsem y accueille des peintres, des sculpteurs, des artistes belges ainsi que des artistes étrangers (tels que Courbet, Fantin Latour, Manet, Seurat, Monet, etc). En 1894, Guillaume Charlier, un sculpteur Bruxellois y est installé et Van Cutsem lui léguera sa maison à sa mort en 1925.
Charlier est issu de l’Académie des Beaux-arts de Bruxelles, et de l’École des Beaux-arts de Paris. Il a beaucoup voyagé en Italie et y a même reçu le prix de Rome ainsi qu’une médaille d’honneur du salon de Paris. S’ensuit en 1903 la construction d’une annexe au rez-de-chaussée sur la petite cour.
Les six travées sur trois niveaux sont recouvertes de pierres bleue et de tuiles. Le socle est en pierre bleue et les baies sont protégées par des contrevents ainsi que de portes de compartiment. Le cadre de la porte principale est une pierre bleue également. Un élément d’entablement se trouve au premier étage, surmonté d’un fronton, qui marque ainsi l’accès au balcon sur consoles.
L’intérieur est éclectique néo-Louis XVI et Empire, influencé Art nouveau. Il y a un petit salon, un fumoir, une galerie de peinture, un salon de musique, un salon chinois, un boudoir, un salon de rencontres et des pièces de service ainsi qu’un musée du folklore communal.
Le musée est inauguré le 21 octobre 1928,.

### Résidence de France à Bruxelles
- Construit en 1865[33]

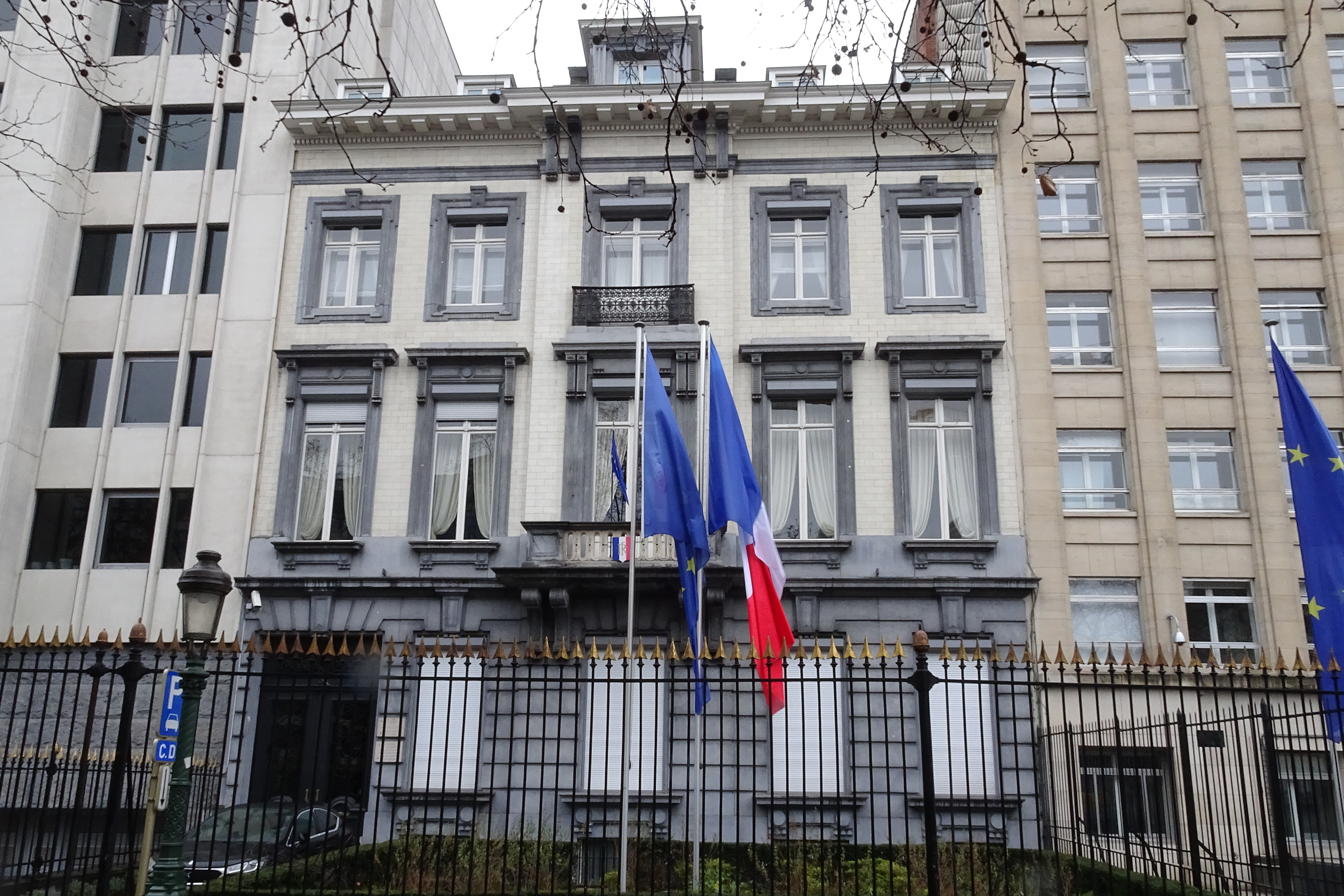
Résidence de France

- Bruxelles-Ville à Boulevard du Régent 41.
- Semi privé
- Résidentiel

L’actuelle résidence de France est construite en 1865, sous commande du Vicomte Charles de Spoelberch de Lovenjoul.
Le bâtiment est conçu comme grand hôtel particulier pour un aristocrate flamand, héritier de la famille de Spoelberch.
De style néo-classique, la façade régulière et symétrique se déploie sur 3 niveaux et sur 5 travées. La travée centrale est plus large et légèrement en encorbellement. De chaque côté, on retrouve 2 travées symétriques, à l’exception de la porte cochère au rez de la première travée à gauche.
Le rez-de chaussée est réalisé en pierre bleue, avec un bossage lisse obtenu grâce à des joints profonds. Une corniche sépare le rez des étages, tout en formant la base du balcon central soutenu par des doubles impostes.
Au rez, les ouvertures sont percées dans le socle. Les deux étages supérieurs sont en maçonnerie de pierre de France, et les fenêtres, de la même taille que celles du rez, sont ici entourées d’un cadre en pierre bleue cannelée. Au premier, le bel-étage, le cadre est plus élaboré, avec un bandeau de pierre bleue entre la corniche et le bas des fenêtres, et de grandes impostes supportées par des corbeaux. Au deuxième étage, les cadres sont plus restreints, avec une simple clef de voûte au centre des linteaux.
Le vicomte, grand admirateur et spécialiste de la littérature Française, amasse pendant sa vie 40.000 ouvrages littéraires, dont la plupart se trouve dans la bibliothèque de son hôtel bruxellois à sa mort en 1907. L’hôtel, et la bibliothèque qu’il contient, sont légués à l’Institut de France,.

### Bibliothèque Solvay
- 1902[36]

- 1040 Etterbeek, Rue Belliard 137

- Semi-Public

- Bibliothèque

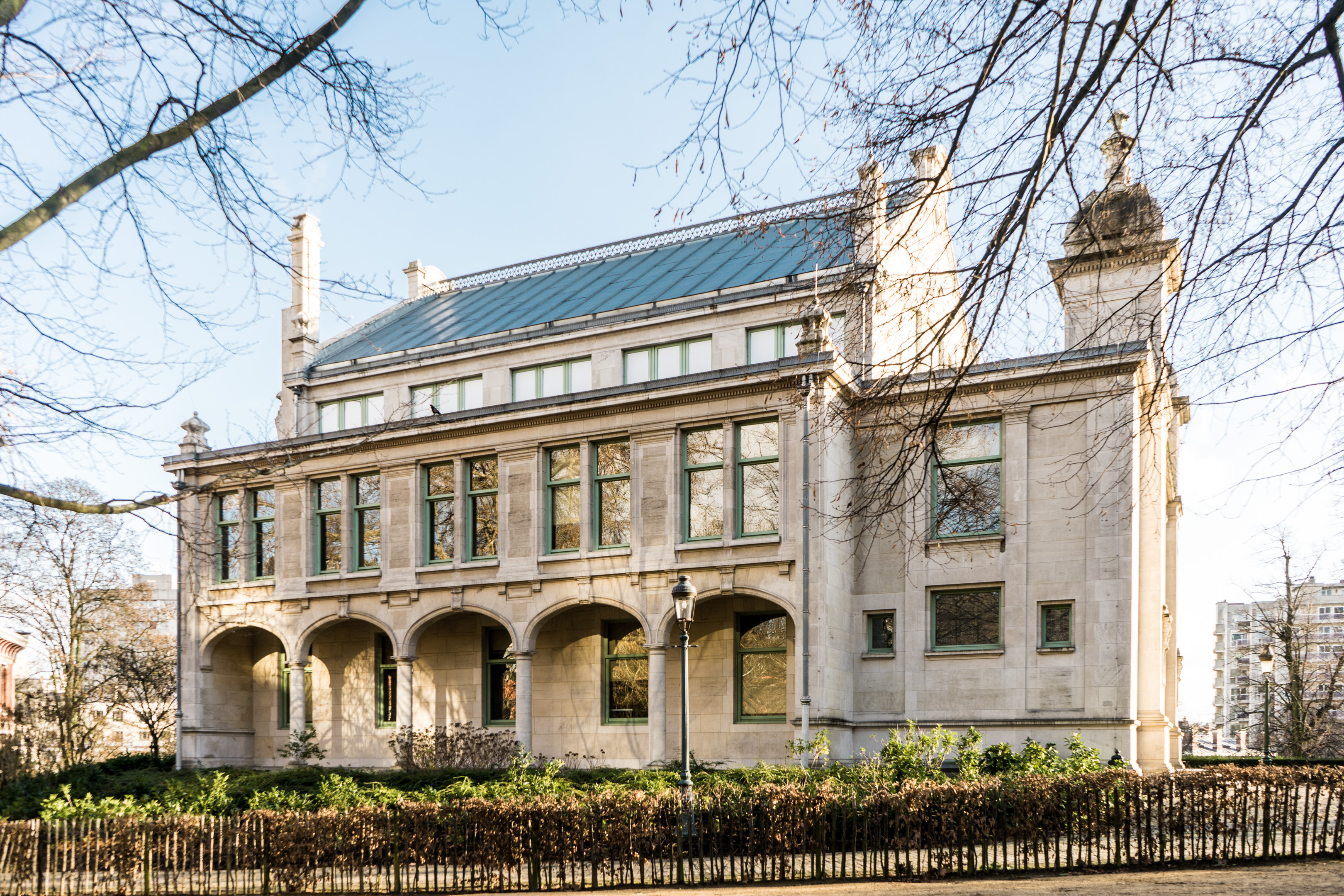
Bibliothèque Solvay

Construite en 1902, par les architectes Constant Bosmans et Henri Vandeveld, la bibliothèque Solvay est conçue afin d’abriter l’institut de Sociologie, fondée en 1901 par Ernest Solvay et Émile Waxweiler, son ami.
Au cœur du parc Léopold,  le terrain public est donné en concession à Ernest Solvay, pour une durée de 25 ans. Le bâtiment est placé parmi d’autres instituts de l’ULB qui se trouvent tous dans le parc Léopold à l’époque. La bibliothèque est construite autour d’un espace longitudinal central, où se trouvent la bibliothèque et l’espace d’étude, qui traverse tout le bâtiment sur une double hauteur. Les façades sont en maçonnerie de pierres blanches et percées de baies régulières. La toiture est composée d’une structure métallique. La partie centrale, plus haute, de la toiture et la partie plus basse sont reliées par des colonnes en acier, les interstices sont vitrés, créant ainsi un apport de lumière considérable pour l’espace central du bâtiment. À l’intérieur, la partie centrale de la toiture est supportée par de grands arcs, couvrant ainsi la large bibliothèque centrale. Des petites tourelles carrées marquent les quatre angles du bâtiment. L’édifice étant construit sur un terrain en pente, ses deux façades latérales n’ont pas la même hauteur. Du côté bas, du côté du parc, un large demi-cylindre s’ajoute au parallélépipède principal, au niveau du sous-sol, formant ainsi une terrasse pour le rez-de-chaussée.
L’institut de Sociologie est finalement déplacée au site du Solbosch en 1967, longtemps après les instituts adjacents. Les presses universitaires de l’ULB y sont alors installées, avant de déménager à leur tour en 1981. Le bâtiment se retrouve alors inoccupé, et il se détériore dû au manque d’entretien et au vandalisme. En 1988, l’ancien institut est classé, et finalement, en 1991, la SDRB (Société du Développement Régional Bruxellois) reprend les choses en main. Le bail signé, la restauration du bâtiment débute avec les architectes Metzger et Deleuze. Le chantier dure 18 mois. Aujourd’hui le bâtiment est un lieu d’événements géré par SA Europe,,,.

### Maison Cauchie
- Construit en 1904[41]
- Rue des Francs 5 à Etterbeek
- Semi public
- Culturel

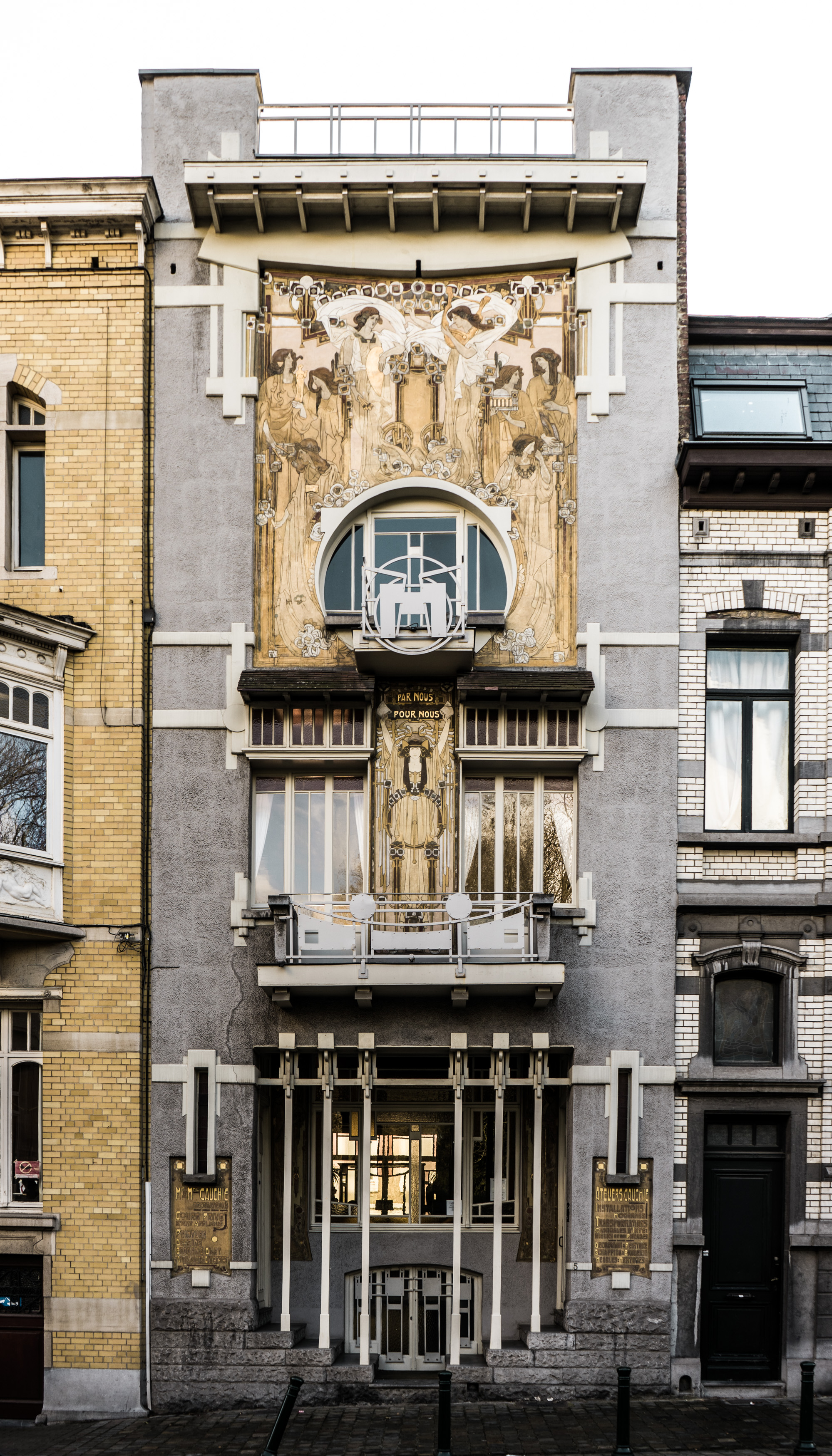
Maison Cauchie

Le couple Cauchie se maria en 1905 et décida de construire une maison sur une parcelle d’une largeur de 6 mètres. Paul l’a acheté dans la partie supérieure de la rue des Francs de la même année. Il conçoit la façade de cet édifice comme une immense affiche publicitaire. Il attire les passants et démontre son expertise. Il doit jouer de son œuvre et vendre. En 1911, Cauchie ajoute une annexe derrière la maison. Cauchie décède en 1952. Lina, son épouse, reste dans la maison jusqu’à sa mort en 1969.
La façade est symétrique et très soignée, caractérisée par des sgraffites. Au niveau du soubassement, de la pierre bleue est sculptée au centre d’un porche et un mince pilier en bois est sur le devant. Il y a deux panneaux de sgraffites avec des statues féminines et deux portes de part et d’autre du porche, et perpendiculaires à la rue et l’entrée. Le balcon est accessible par deux fenêtres verticales étroites, le garde-corps est divisé en trois panneaux plus ou moins sophistiqués. Le troisième niveau comporte une grande ouverture circulaire avec une porte-fenêtre munie d’un balcon avec une balustrade en fer forgé. Le tout inscrit dans un sgraffite ornemental comportant huit personnages féminins.
En ce qui concerne le mobilier, Cauchie n’y a conservé que quelques pièces. Dans la salle à manger, on y trouve des sgraffites représentant des figures féminines, allégories des cinq sens, ou des Arts, du Théâtre, de l’Astronomie, de l’Amour et de la Musique,,.

### Résidence de la Cambre
- Construit en 1937[45]

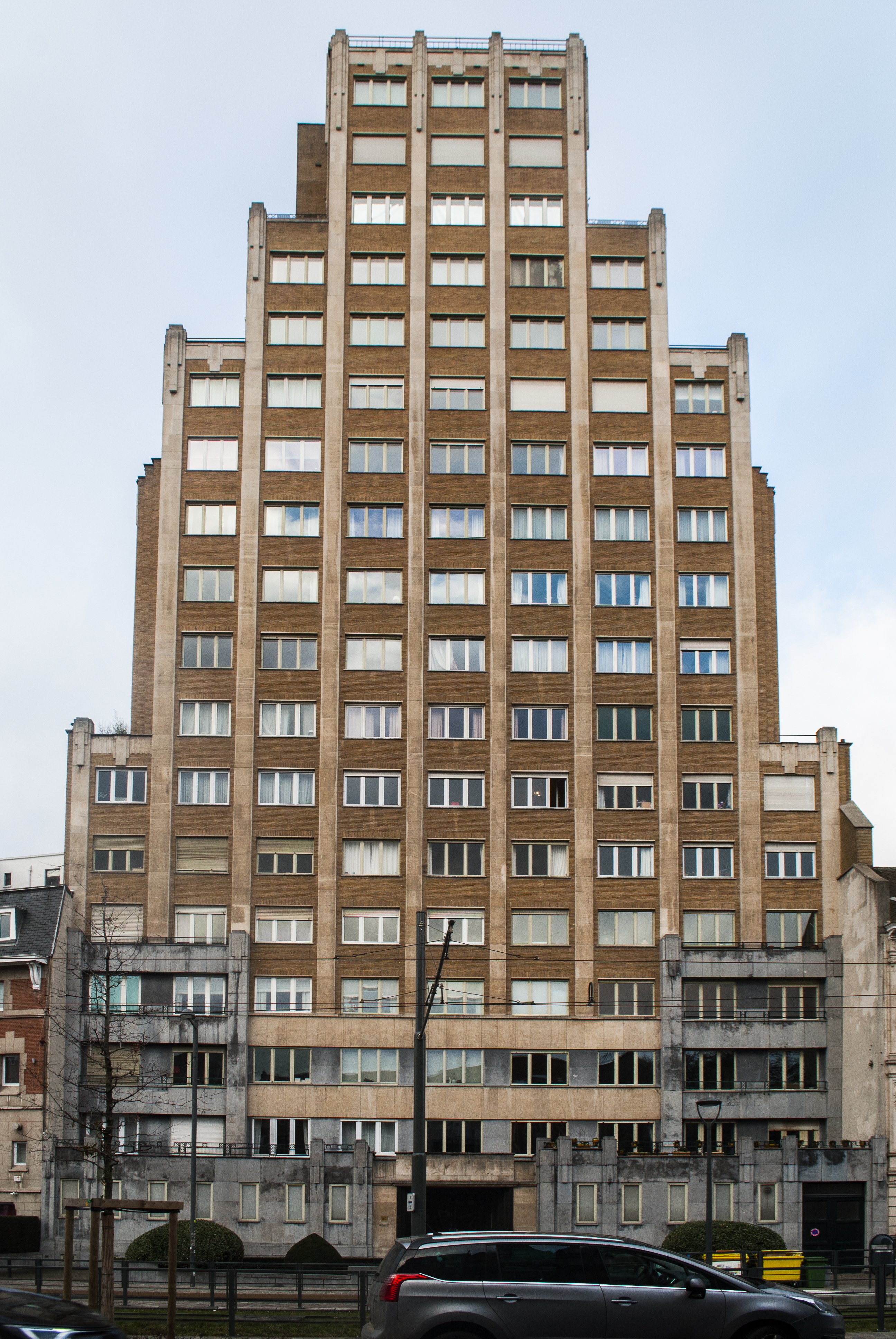
Résidence de la Cambre

- Boulevard Général Jacques 20B, 1050 Ixelles

- Privé

- Résidentiel

Inspirée des gratte-ciels Nord-Américains, la Résidence de la Cambre est la première tour de Bruxelles. La Société des pavillons Français, et l’architecte Marcel Peeters sont à l’origine du projet. La Résidence de la Cambre est le plus grand bâtiment de Bruxelles avant et pendant la Seconde Guerre mondiale.
L’ensemble de 40 appartements, en style art déco est divisé en 9 travées perpendiculaires à la rue dont les trois centrales sont hautes de 18 niveaux, de plus que 60 mètres. Les travées latérales descendent en escalier de façon symétrique pour combler la différence de hauteur avec les bâtisses voisines. Le bâtiment atteint sa grande hauteur pour l’époque, grâce à une structure poteaux-poutres en béton armé.
Sur la façade côté rue et sur les façades latérales, les travées sont marquées par des bandes verticales en pierre blanche dont les interstices sont remplis par de la maçonnerie jaune.
De chaque côté, deux travées sont en retrait, et liées par des balcons au bloc central, qui lui est agrémenté de balcons ex-croissants, et percé de petits balcons intégrés dans le volume central. Le dessous des balcons est en béton, et les balustrades sont toutes faites dans la même brique jaune que la façade et complétées par des éléments en granito.
Les façades, le hall d’entrée, et la cage d’escalier sont classés depuis 2005. Entre 2007 et 2010, des rénovations sont effectuées par le bureau Bruxellois Arsis. La façade et les autres éléments classés sont restaurés dans l’état original, tandis que les appartements sont rendus conformes aux normes actuelles,,.